# الکساندر بالاندین (ژیمناست)
الکساندر بالاندین (ژیمناست) (به انگلیسی: Aleksandr Balandin (gymnast)) ژیمناست زادهٔ ۲۰ ژوئن ۱۹۸۹ میلادی اهل کشور روسیه است.